# Bibliothèque historique vaudoise
La Bibliothèque historique vaudoise (BHV) est une collection traitant essentiellement de l'histoire du canton de Vaud, en Suisse.

## Histoire
La bibliothèque a été fondée en 1940 par les professeurs Charles Gilliard et Jean Fleury, dans le but « de publier des travaux historiques de qualité, rédigés par des étudiants ou des professeurs de l'université de Lausanne ». Elle a été successivement dirigée par l'avocat Colin Martin, puis par le notaire Antoine Rochat, sous l'égide de la Société académique vaudoise.

## Ouvrages publiés
- Georges Panchaud, Les écoles vaudoises à la ﬁn du régime bernois, vol. 12,‎ 1952
- Henri Monod, Souvenirs inédits, vol. 15, 1953
- Jean-Jacques Leu, Le cautionnement dans le Pays de Vaud (XIIe– XVIe siècles), vol. 20, 1958
- André Lasserre, Henri Druey. Fondateur du radicalisme vaudois et homme d’état suisse. 1799-1855, vol. 24, 1960
- André Lasserre, La classe ouvrière dans la société vaudoise, 1845 à 1914, vol. 48, 1973
- Ernest Giddey, L’Angleterre dans la vie intellectuelle de la Suisse romande au XVIIIe siècle, vol. 51, 1974
- Roland Ruffieux, Les élections au Grand Conseil vaudois de 1913 à 1966, vol. 52, 1974
- Michel Steiner et André Lasserre (éd.), Henri Druey – Correspondance, tome I, vol. 53, 1974
- André Claude, Un artisanat minier – charbon,verre, chaux et ciments au Pays de Vaud, vol. 54, 1974
- Robert Centlivres, L’Église réformée vaudoise de 1798 à 1803, vol. 55, 1975
- Michel Steiner et André Lasserre (éd.), Henri Druey – Correspondance, tome II, vol. 56, 1976
- Pierre-Henri Guignard, Les servitudes foncières dans le Code civil vaudois, vol. 57, 1977
- Michel Steiner et André Lasserre (éd.), Henri Druey – Correspondance, tome III, vol. 58, 1977
- Paul-Louis Pelet, Fer, charbon, acier dans le Pays de Vaud, tome 2. La lente victoire du haut-fourneau, vol. 59, 1978
- Colin Martin, Essai sur la politique monétaire de Berne I, 1400-1798, vol. 60, 1978
- Armand Veillon, Les origines des classes primaires supérieures vaudoises, vol. 61, 1978
- Danielle Anex-Cabanis, La vie économique à Lausanne au Moyen Âge, vol. 62, 1978
- Claude Cuendet, Les traités de combourgeoisie en pays romands et entre ceux-ci et les villes de Berne et de Fribourg, vol. 63, 1979
- André Cabanis, La presse politique vaudoise sous la République helvétique, vol. 64, 1979
- Collectif, Rougemont. 9e centenaire, 1080-1980. Choix de textes, vol. 65, 1980
- Martin H.Koerner, Solidarités financières suisses au XVIe siècle, vol. 66, 1980
- Gérald Arlettaz, Libéralisme et société dans le canton de Vaud, 1814-1845, vol. 67, 1980
- André Lasserre, Finances publiques et développement – Le canton de Vaud, 1831-1913, vol. 68, 1980
- Anne Radeff, Lausanne et ses campagnes au XVIIe siècle., vol. 69, 1980
- Maria Schoch, La population du Pays-d'Enhaut sous l’Ancien Régime, vol. 70, 1980
- Emile Buxcel, Aspects de la structure économique vaudoise, 1803-1850, vol. 71, 1981
- Jacques Burdet, La musique dans le canton de Vaud,1904-1939, vol. 72, 1983
- François Jequier, De la forge du Jura à la manufacture horlogère (XVIIIe – XXe siècles), vol. 73, 1983
- Paul-Louis Pelet, Fer, charbon, acier dans le Pays de Vaud, tome 3. Du mineur à l’horloger, vol. 74, 1983
- Colin Martin, La politique monétaire de Berne II. Les Monnaies en circulation dans les Cantons, 1400-1798, vol. 75, 1983
- Georges Rapp, La commune vaudoise de Prangins. Aspects de son passé rural, vol. 76, 1983
- Henri Anselmier, Les prisons vaudoises, 1798-1871, vol. 77, 1983
- Lucienne Hubler, La population de Vallorbe du XVIe au début du XIXe siècle, vol. 78, 1984
- Paul Bissegger, Le Moyen Âge romantique au Pays de Vaud, 1825-1850, vol. 79, 1985
- Philippe Goermer, Les sûretés réelles immobilières au Pays de Vaud du XIe au XVIe siècle, vol. 80, 1986
- Jacques Haldy, La vocation ab intestat et légitimaire en droit vaudois, vol. 81, 1986
- Lise Favre, La condition des enfants légitimes dans les Pays romands au Moyen Âge, vol. 82, 1986
- Georges Jaccottet, Le Conservatoire de Musique de Lausanne, 1861-1986, vol. 83, 1986
- Monique Fontannaz, Les cures vaudoises. Histoire architecturale, 1536-1845, vol. 84, 1986
- Guy van Ruymbeke, Les juridictions de paix vaudoises, des origines à 1889, vol. 85, 1987
- Corinne Chuard, Payerne et la Révolution vaudoise de 1798, vol. 86, 1987
- Antoine Rochat, Le régime matrimonial du Pays de Vaud à la fin de l’Ancien Régime et sous le Code civil vaudois, vol. 87, 1987
- Philippe Conod, Le Code de procédure civile vaudois de 1824, vol. 88, 1987
- Marcel Grandjean, Les temples vaudois. L’architecture réformée dans le Pays de Vaud (1536-1798), vol. 89, 1988
- collectif, La Dispute de Lausanne (1536), vol. 90, 1988
- Denis Tappy, Les États de Vaud, vol. 91, 1988
- André Bardet, Un combat pour l’Église. Un siècle de mouvement liturgique en Pays de Vaud, vol. 92, 1988
- André Lasserre et Françoise Chatelain, La vie villageoise dans la région de Nyon au XIXe siècle, vol. 93, 1988
- Danièle Tosato-Rigo, Portrait d’un père de la Patrie : le Landamman Muret (1759-1847), vol. 94, 1988
- Gérard Bober, La réforme scolaire vaudoise. Genèse de la loi scolaire du 12 juin 1984, vol. 95, 1988
- Chantal Lafontant, La résistance à la révolution de 1798 dans le Jura vaudois, vol. 96, 1989
- collectif, La Maison de Savoie et le Pays de Vaud, vol. 97, 1989
- Thierry Monition, Le cadastre vaudois au XIXe siècle, vol. 98, 1989
- Christophe Reymond, Le régime hypothécaire vaudois (XVIe – XIXe siècles), vol. 99, 1990
- Colin Martin, La Bibliothèque historique vaudoise. Les Cahiers d’archéologie romande (1940-1990) 1990, vol. 100, 1990
- Gilbert Marion, Paroisses et pasteurs de la Broye au XVIIIe siècle. La Classe de Payerne, vol. 101, 1990
- Marie-Jeanne Ducommun et Dominique Quadroni, Le Refuge protestant dans le Pays de Vaud (fin XVIIe – début XVIIIe siècles). Aspects d’une migration, vol. 102, 1991
- collectif, Amédée VIII-Félix V. Premier Duc de Savoie et Pape (1383-1451), vol. 103, 1992
- collectif, L'Orchestre de chambre de Lausanne (1942-1992), vol. 104, 1992
- collectif, La monnaie de sa pièce...Hommage à Colin Martin, vol. 105, 1992
- Philippe Tanner, Le coutumier de Grandson de 1702, vol. 106, 1992
- Jean-Charles Biaudet et Françoise Nicod, Chexbres à l’époque de la Révolution, vol. 107, 1993
- Joël Krieger, Le Code de procédure civile vaudois de 1847, vol. 108, 1993
- collectif, Hommage à Marcel Grandjean. Des pierres et des hommes, vol. 109, 1995
- François Forel et Marcel Grandjean, Le Château de Vufflens, vol. 110, 1996
- collectif, « Jeter l’ancre dans l’éternité ». Études sur Alexandre Vinet, vol. 111, 1997
- Claude Lasserre, Le Séminaire de Lausanne (1726-1812). Instrument de la restauration du protestantisme français, vol. 112, 1997
- Justin Favrod, Histoire politique du royaume burgonde (443-534), vol. 113, 1997
- Danièle Tosato-Rigo et Silvio Corsini, «Bon peuple vaudois, écoute tes vrais amis!» (décembre 1797 – avril 1798), vol. 114, 1999
- collectif, À cheval entre histoire et droit. Hommage à Jean-François Poudret, vol. 115, 1999
- Jean-Daniel, Genèse d’une principauté épiscopale. La politique Morerod des évêques de Lausanne (IXe – XIVe siècles), vol. 116, 2000
- Olivier Reguin, Saint-George, village, prieuré et seigneurie à la fin du Moyen Âge, vol. 117, 2000
- Dave Lüthi, Les chapelles de l’Église libre vaudoise (1847-1965). Histoire architecturale, vol. 118, 2000
- Sébastien Rial, Vaincre ou périr. La Légion fidèle de Rovéréa 1798, vol. 119, 2000
- collectif, Romainmôtier : histoire de l’abbaye, vol. 120, 2001
- Paul Bissegger, Entre Arcadie et Panthéon. Grandes demeures néoclassiques aux environs de Rolle, vol. 121, 2001
- collectif, Vaud sous l’Acte de Médiation, 1803-1813. La naissance d’un canton confédéré, vol. 122, 2002
- collectif, Les Constitutions vaudoises, 1803-2003. Miroir des idées politiques, vol. 123, 2003
- collectif, Panorama des Archives communales vaudoises,1401-2003, vol. 124, 2003
- Jasmine Menamkat Favre, Patriotes et contre-révolutionnaires. Luttes pamphlétaires dans le canton du Léman sous la République helvétique, vol. 125, 2005
- Pascal Gilliéron, Le Code pénal vaudois de 1843 ou l’éclectisme comme expression de la pensée pénale libérale, vol. 126, 2005
- Bernard Secrétan, Église et vie catholiques à Lausanne du XIXe siècle à nos jours, vol. 127, 2005
- Olivier Meuwly, Louis Ruchonnet, 1834-1893. Un homme d’État entre action et idéal, vol. 128, 2006
- Raphaël Rosa et Matthias Bolens, Peuple et identité. Représentations vaudoises après la Révolution, 1798-1814, vol. 129, 2007
- collectif, Henry Druey, 1799-1855. Actes du colloque du 8 octobre 2005, vol. 130, 2007
- Paul Bissegger, D'ivoire et de marbre. Alexandre et Henri Perregaux ou l'Âge d’Or de l’architecture vaudoise, 1770-1850, vol. 131, 2007
- Tamlin Schibler, Fées du logis. L’enseignement ménager dans le canton de Vaud de 1834 à 1984, vol. 132, 2008
- Jean-François Poudret, Coutumes et libertés. Recueil d’articles, vol. 133, 2009
- collectif, Frédéric-César de La Harpe, 1754-1838. Actes du colloque des 30-31 octobre 2009, vol. 134, 2011
- Marie-Thérèse Guignard, La liberté de la presse dans le Canton de Vaud 1798-1832, vol. 135, 2011
- David Auberson, Ferdinand Lecomte, 1826-1899. Un Vaudois témoin de la guerre de Sécession, vol. 136, 2012
- Jean-Pierre Bastian, Une immigration alpine à Lavaux aux XVe et XVIe siècles. Lombards, Faucignerans et Chablaisiens, vol. 137, 2012
- Cédric Ballenegger, Le droit vaudois des poursuites, 1803-1891, vol. 138, 2013
- Numa Graa, Histoire du droit pénal des mineurs dans le canton de Vaud, 1803-1942, vol. 139, 2013
- Gilbert Marion, David Auberson, Paul Bissegger et al., Abbayes, vie associative et tir à l'arc à Lausanne (XVIIIe – XXe siècles), vol. 140, 2014